# Anomala sieboldi
Anomala sieboldi är en skalbaggsart som beskrevs av Hope 1839. Anomala sieboldi ingår i släktet Anomala och familjen Rutelidae. Inga underarter finns listade i Catalogue of Life.